# Ćilibarski put
Ćilibarski ili Jantarni put, verovatno je najstarija evropska komunikacijska trasa između severa i juga, nastala za trgovinu ćilibarom. To je trgovački put kojim se prenosio ćilibar s obala Baltičkog mora preko evropskog kontinenta do Sredozemlja.
Prve pouzdanije vesti o postojanju ćilibarskog puta datiraju u bronzano doba. Po Herodotu, ćilibar skupljaju Hiperborejci na Baltiku, zatim ga preuzimaju Skiti koji ga donose do stanovnika severnog Jadrana odakle se dalje prenosi do Dela (ili Pila, koji je središte trgovine prema istoku). Po Diodoru, ćilibar donose Germani do Veneta i Etrušćana, a ovi ga predaju Grcima.
Najuverljivija je rekonstrukcija jednog kraka puta po kojoj on ide od Baltika dolinom Labe preko Češke i Jadranskih vrata do Ljubljane i Ptuja, te se spušta u Istru, pa na ostrva Elektride, najverovatnije Cres i Lošinj, a zatim se brodovima prenosi u Grčku i dalje u Egipat. Smatra se da je zbog interesa pomorskog dela puta prokopan i Osorski kanal između Cresa i Lošinja.
Postoje i drugi krakovi puta: prema Crnom moru, Roni, kao i neposredna pomorska putovanja Grka (Piteja iz Massilije) i Feničana do Baltika.
Ratovi Rimljana s Ilirima, kao i kasnije provale naroda u doba velikih seoba, prekidaju tu staru komunikaciju, ali ona ostaje važna kao jedno od izvorišta rane povezanosti evropskog antropogeografskog prostora.